# Temporal Gloria
El Gloria va ser un temporal que va creuar, entre els dies 20 i 23 de gener de 2020, la península Ibèrica i la Catalunya Nord. Es van registrar pluges acumulades de fins a 787,7 litres per metre quadrat a la Vall de Gallinera, pluges d'entre 200 i 500 litres per metre quadrat el Vallès Oriental, les comarques gironines i les Terres de l'Ebre i nevades importants a l'Aragó. Va causar múltiples destrosses i incidències a bona part del territori entre les quals hi ha tretze víctimes mortals.
Aquest temporal va afectar diversos rius que van desbordar-se, com és el cas del Tec, la Tet, l'Aglí, el Ter, el Fluvià, la Tordera, el Serpis, el Guadalop o el Matarranya. Va caldre desallotjar-se diversos habitatges i va provocar el confinament dels ciutadans del baix Ter. Altres rius van tenir un cabal al límit del desbordament, com és el cas de l'Onyar al seu pas per la ciutat de Girona.
El temporal va afectar greument el Delta de l'Ebre, on l'aigua de la mar va arribar a penetrar fins a tres quilòmetres terra endins i va negar fins a 3.000 hectàrees d'arrossars. Va engolir la barra del Trabucador, destruir plataformes muscleres i impedir la sortida dels vaixells de pesca del port fluvial de Deltebre pel moviment de les sorres. A la desembocadura de la Tordera es van inundar 807 hectàrees als municipis de Blanes, Tordera, Malgrat de Mar i Palafolls. Al País Valencià els rius i barrancs van negar 500 hectàrees, el que va provocar la pèrdua de collites, afegides a les 132.000 tones de cítrics caiguts pel vent i 7.000 hectàrees d'hortalissa malmeses.
Aquest fenomen meteorològic va afectar el litoral i les platges de la Costa Brava, el Maresme, la Costa Daurada, la Costa dels Tarongers, la Costa Blanca i la costa del llevant de Mallorca amb fortes onades de fins a 14 metres d'alçada al Delta de l'Ebre i al País Valencià 14,2 metres a la Dragonera, i 14,8 a Maó, i platges desaparegudes i passeigs marítims inundats. Va deixar el litoral ple de brossa, i fins i tot va arribar a destrossar el Pont del Petroli de Badalona i provocar una densa capa d'escuma d'origen natural que va entrar als carrers de Tossa de Mar i Llançà.
Va negar i tallar nombroses carreteres, entre elles la carretera entre Malgrat de Mar i Blanes, on la crescuda de la Tordera es va endur un tram del pont de la Tordera.
També es va tocar la xarxa de Rodalies de Catalunya. A causa de l'esfondrament d'un pont entre Blanes i Malgrat de Mar, la línia R1 va quedar limitada, mentre que la línia RG1 va suspendre el servei. Altres línies de la xarxa també van tenir incidències i tallades per nombroses esllavissades, inundacions i objectes a la via, i van sovintejar els talls de les xarxes de distribució d'aigua, electricitat i telefonia.
Va rebre el nom de Gloria seguint la tradició estatunidenca de posar nom a huracans i depressions tropicals per ordre alfabètic, adoptada des de 2017 a Espanya, França, Portugal i Bèlgica amb una llista, i Regne Unit, Irlanda i Països Baixos amb una alternativa. Es tria el nom de la llista del territori que té el primer impacte important.
Davant d'aquest «episodi extraordinari», segons va comentar Miquel Buch, conseller d'Interior de la Generalitat de Catalunya, es van haver d'activar de manera simultània els plans de protecció civil Inuncat, Ventcat i Neucat, fet que també va resultar molt excepcional.

## Imatges del temporal

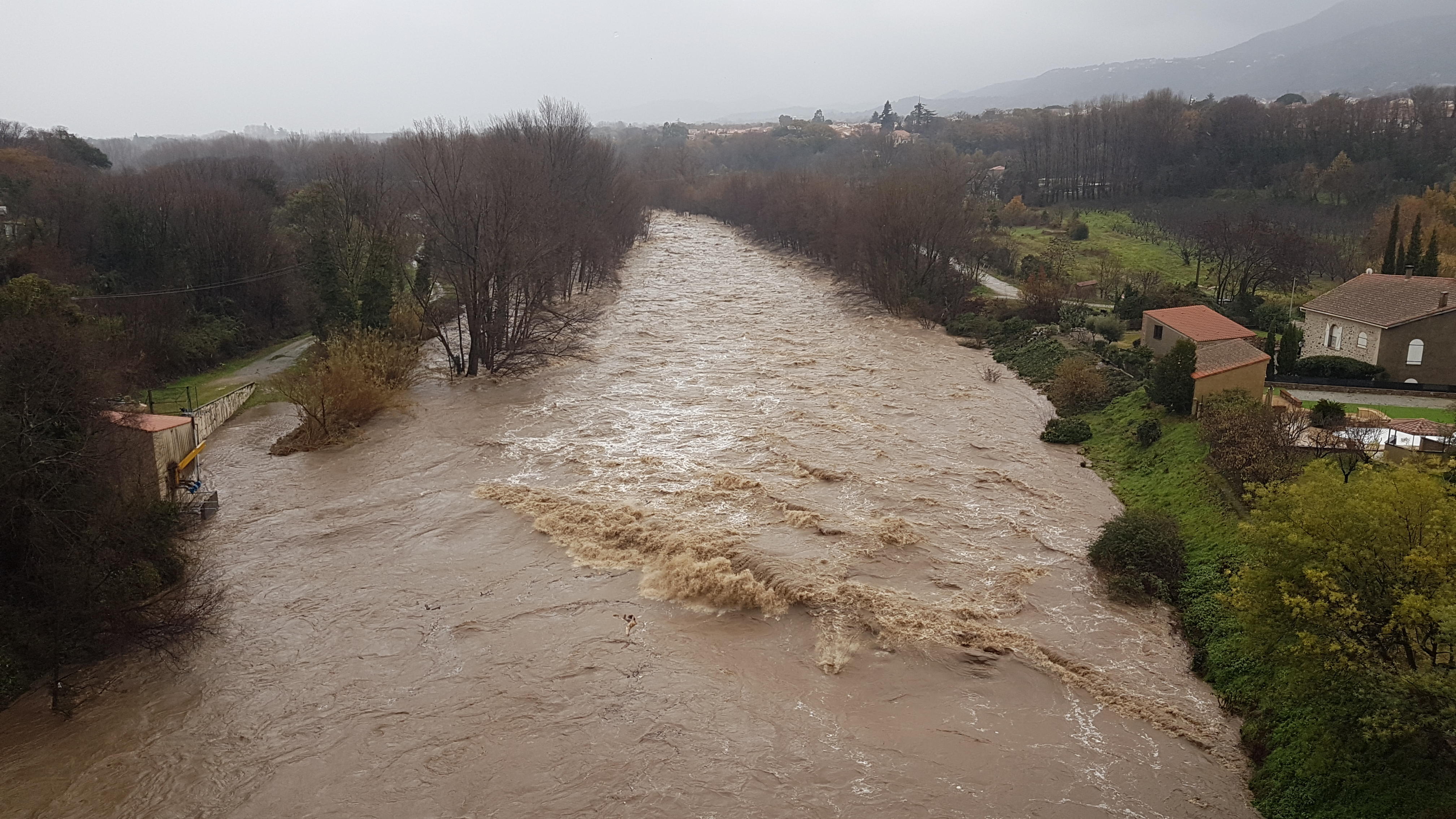
El riu Tec al seu pas per Ceret.
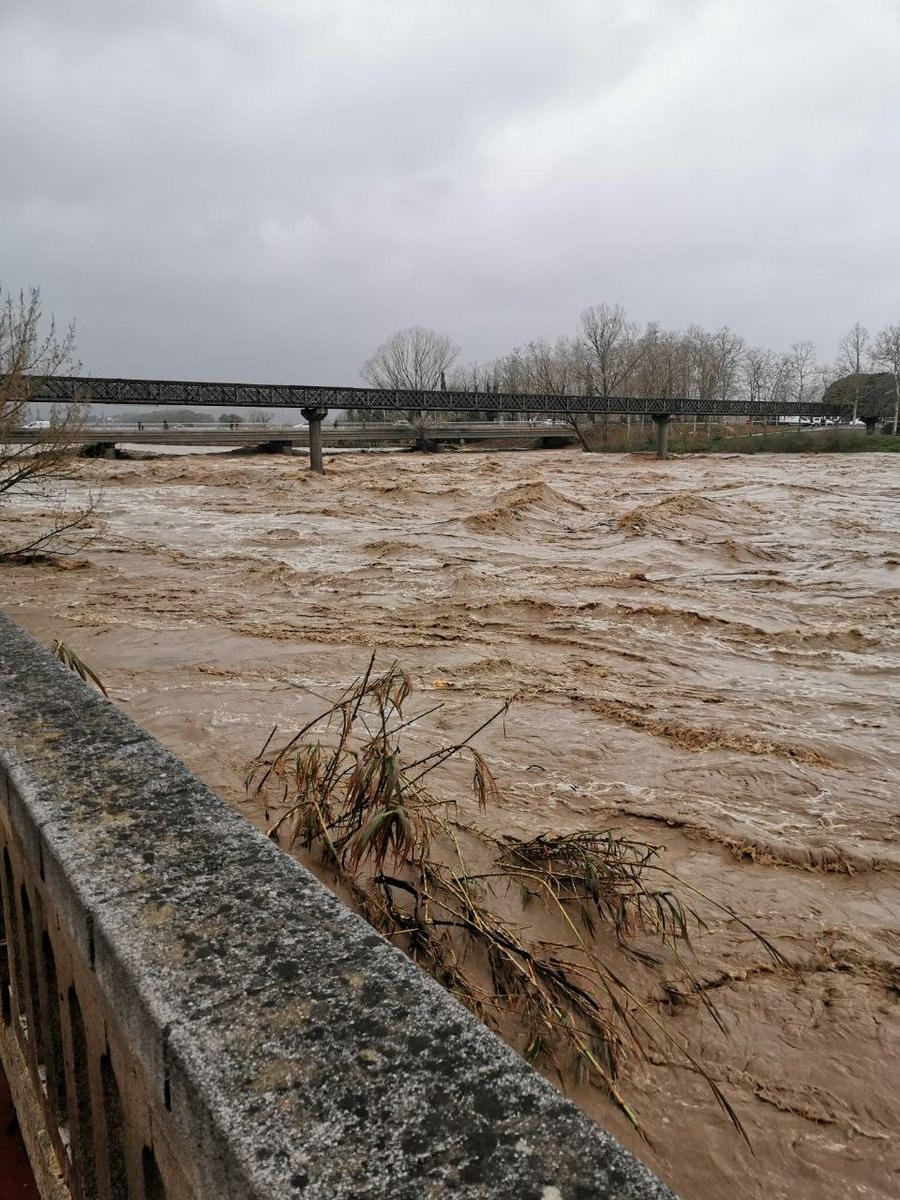
La Tordera al seu pas per Tordera.
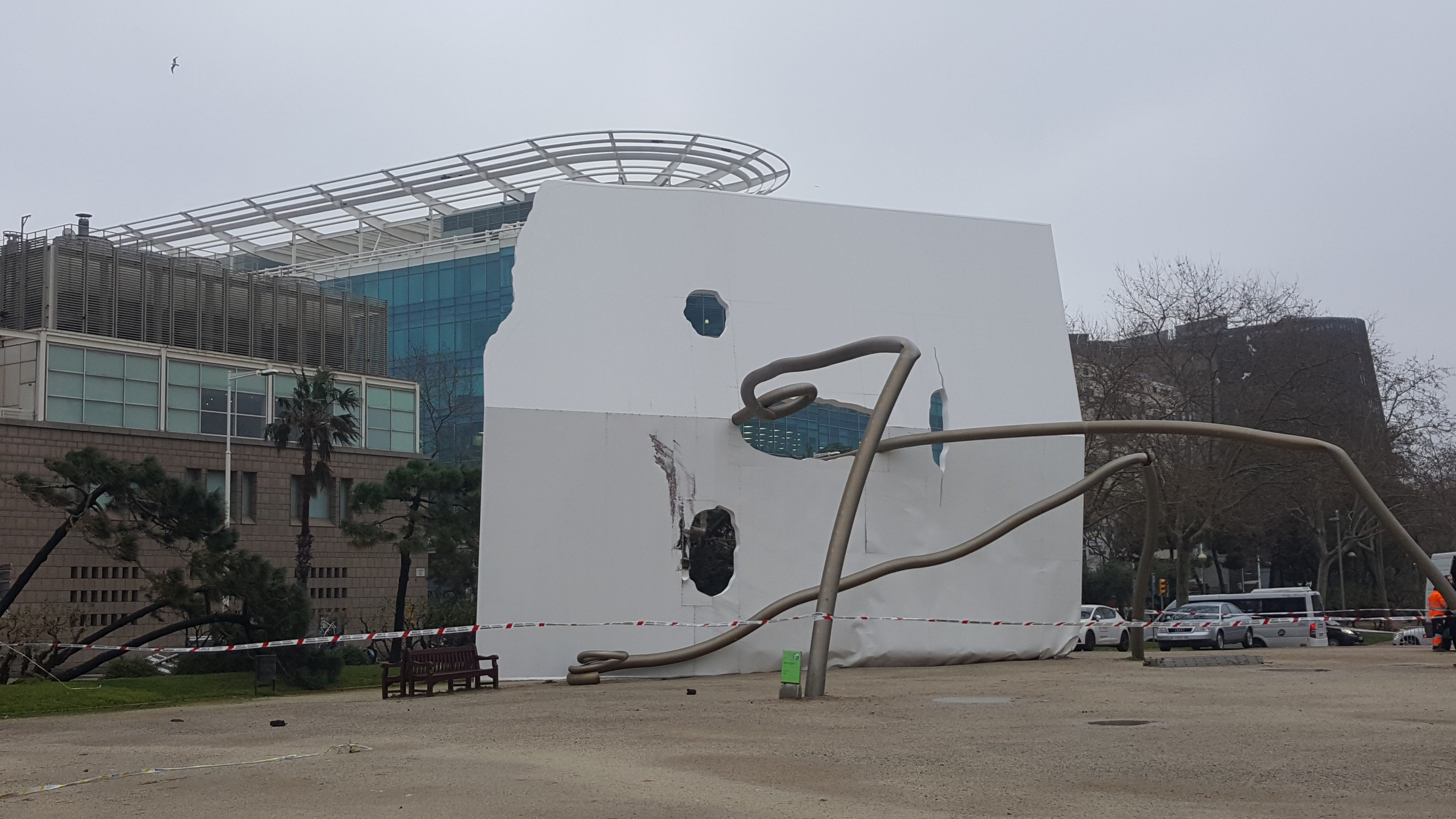
L'escultura David i Goliat, a la Vila Olímpica de Barcelona, tombada.
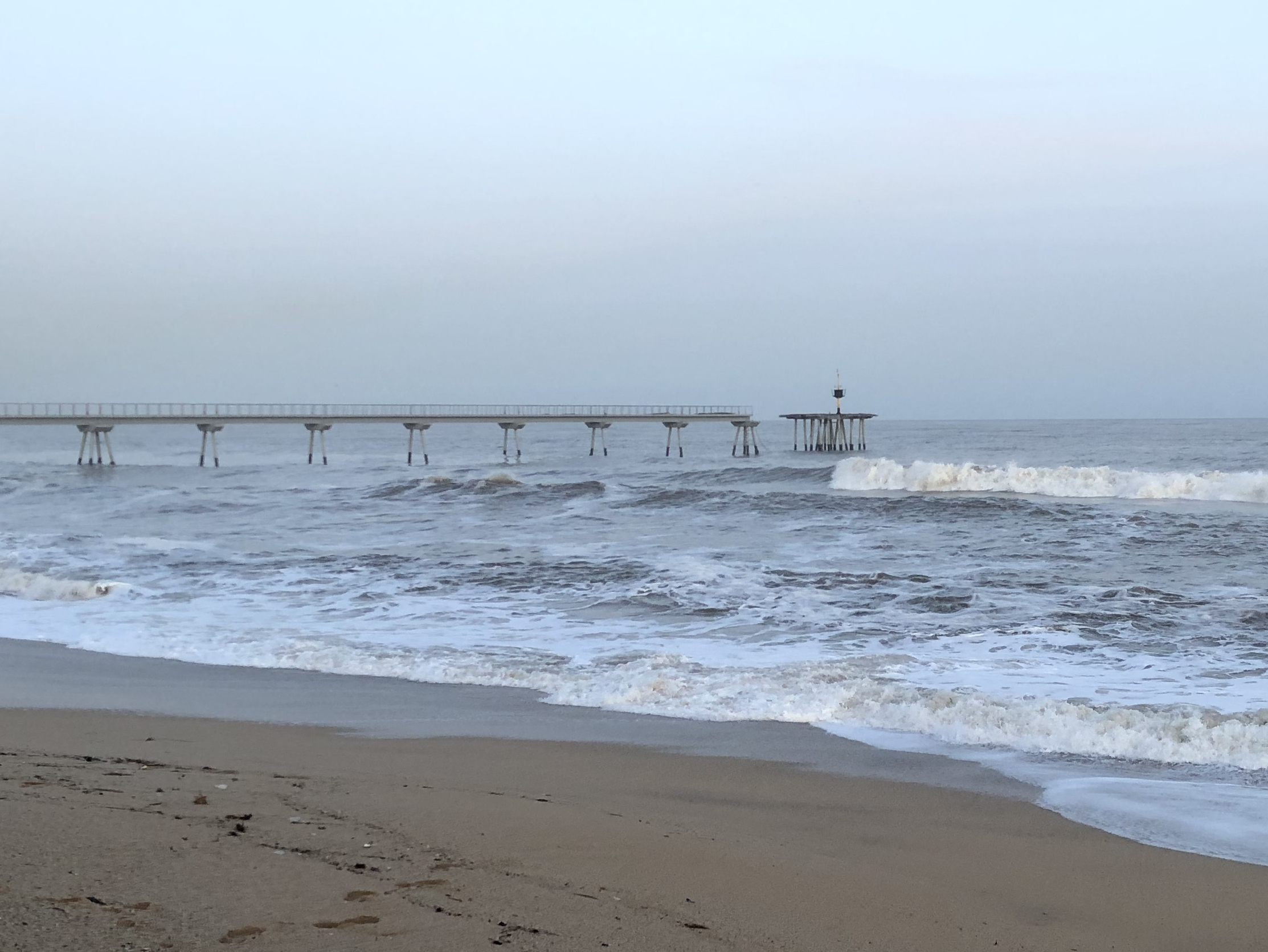
El pont del Petroli de Badalona després del temporal.
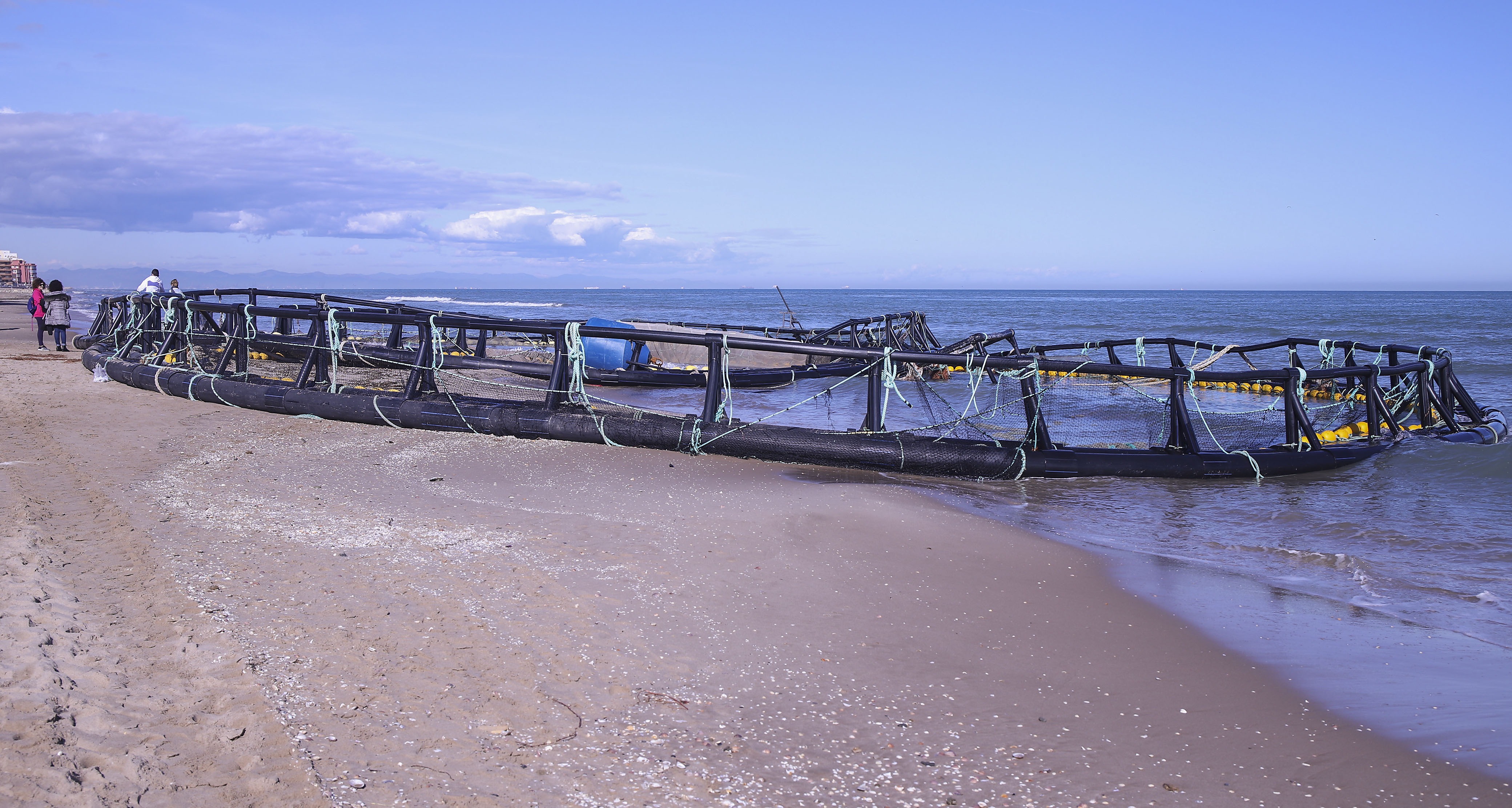
Seccions de maricultura a la platja de Mareny de Barraquetes (Sueca).
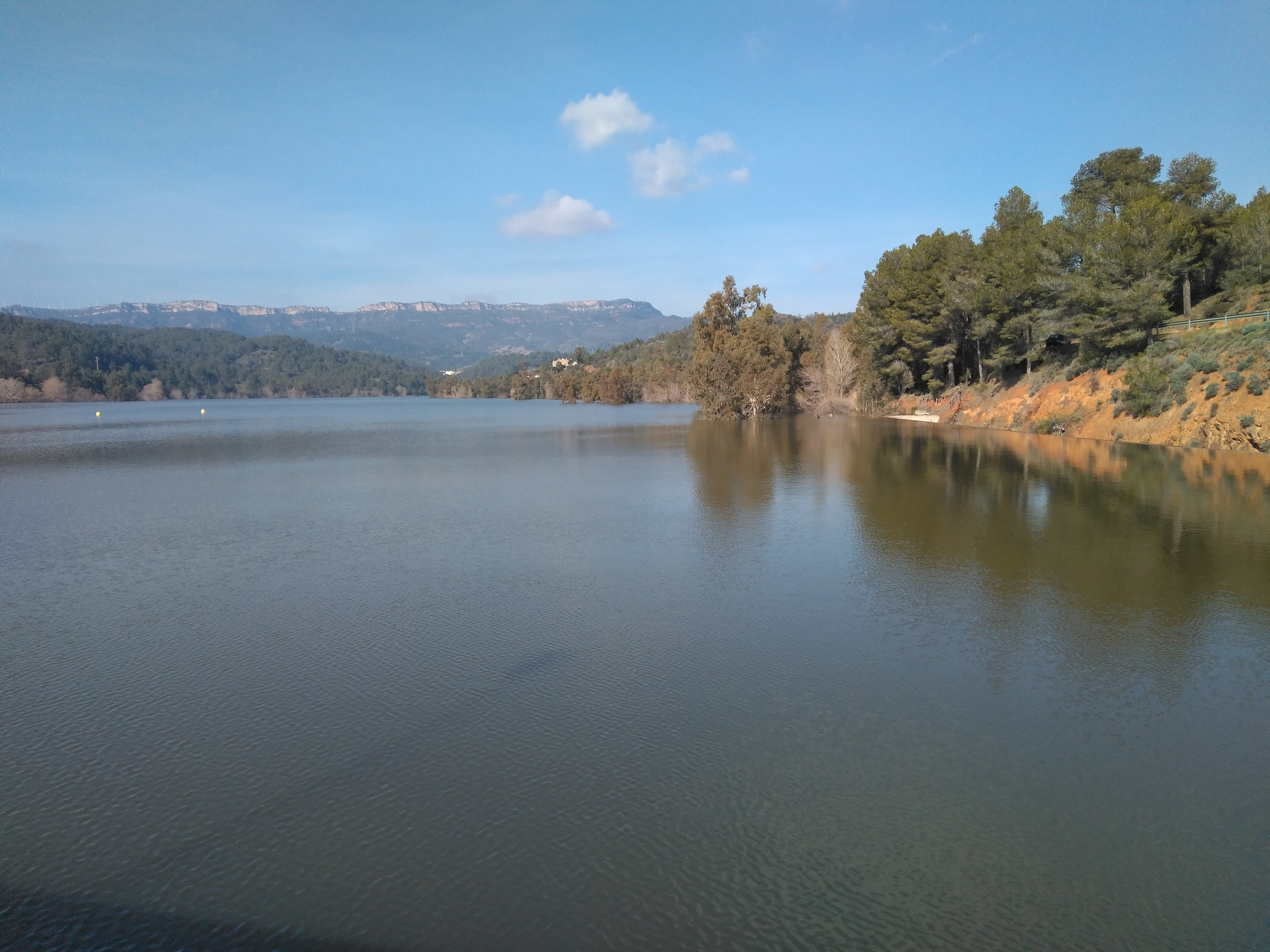
Embassament de Riudecanyes ple després del temporal.
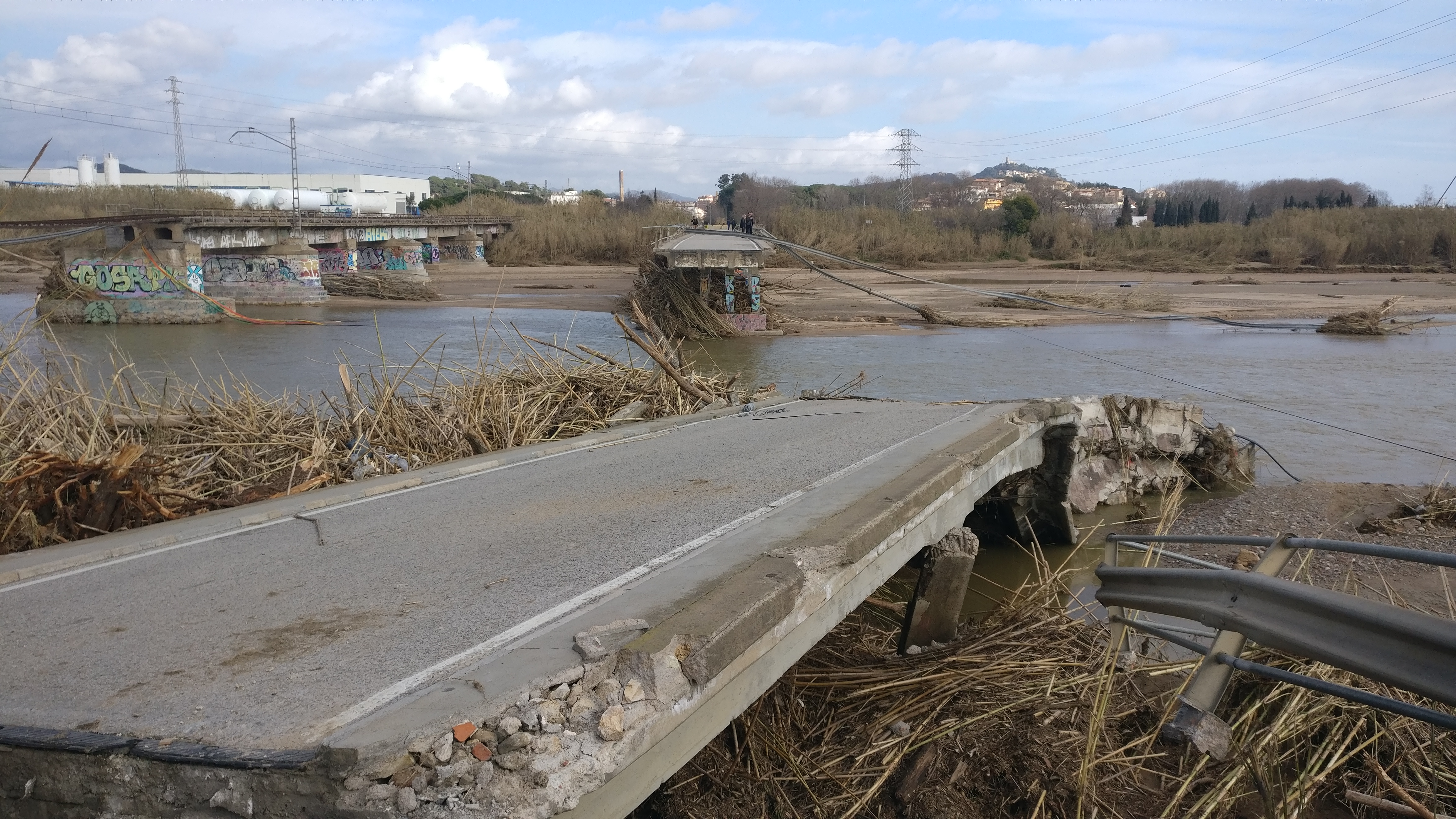
Pont de La Tordera després del Temporal Gloria del Gener de 2020.
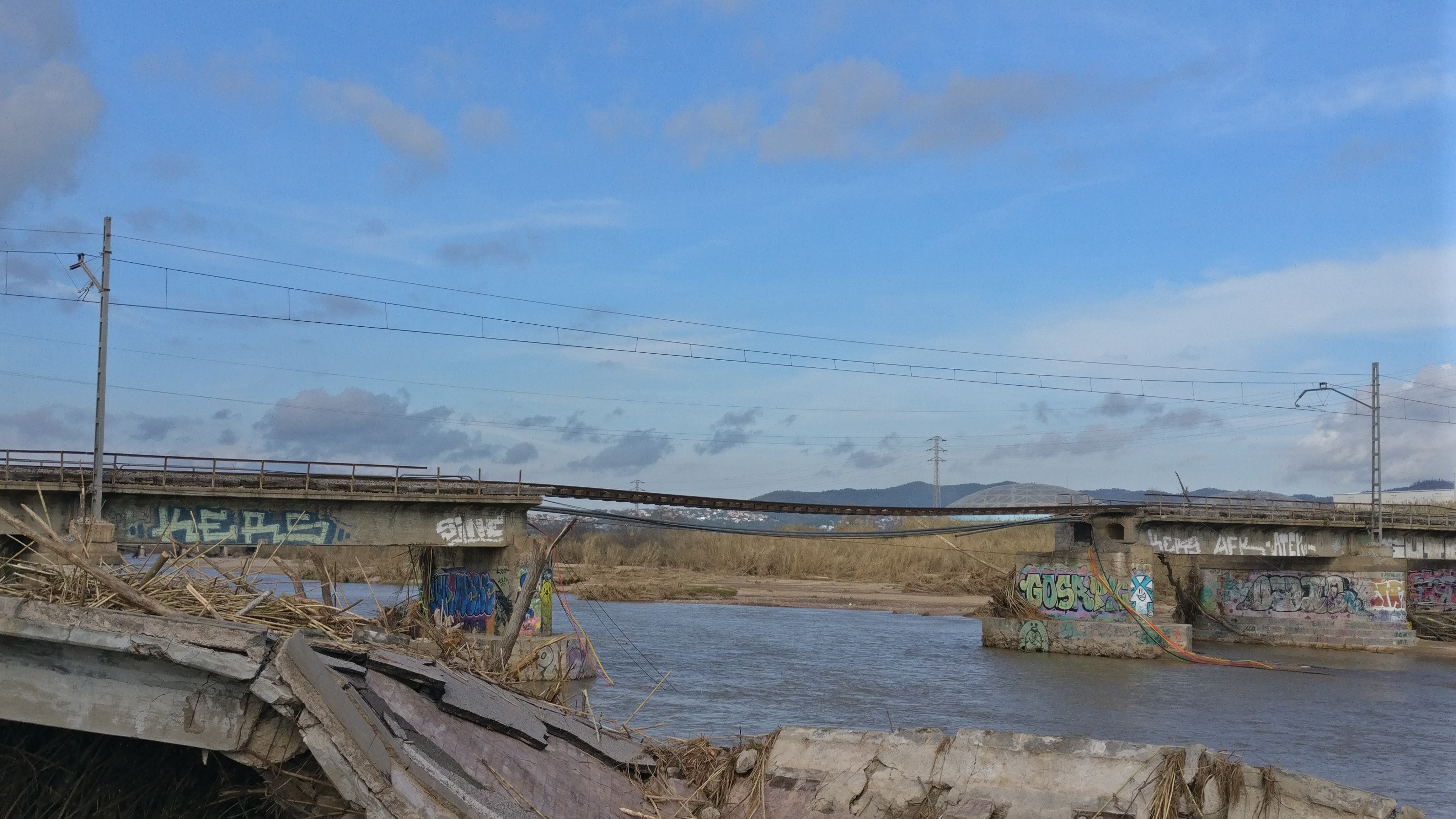
Pont ferroviari de La Tordera després del Temporal Gloria del Gener de 2020.